# Królewo Malborskie
Królewo Malborskie is een plaats in het Poolse district  Malborski, woiwodschap Pommeren. De plaats maakt deel uit van de gemeente Stare Pole en telt 210 inwoners.

## Verkeer en vervoer
- Station Królewo Malborskie